# جون إس. ستيفنز
جون إس. ستيفنز (بالإنجليزية: John S. Stevens)‏ هو محامي أمريكي، ولد في 16 سبتمبر 1838، وتوفي في 4 مارس 1912.